# Takuma Aoki

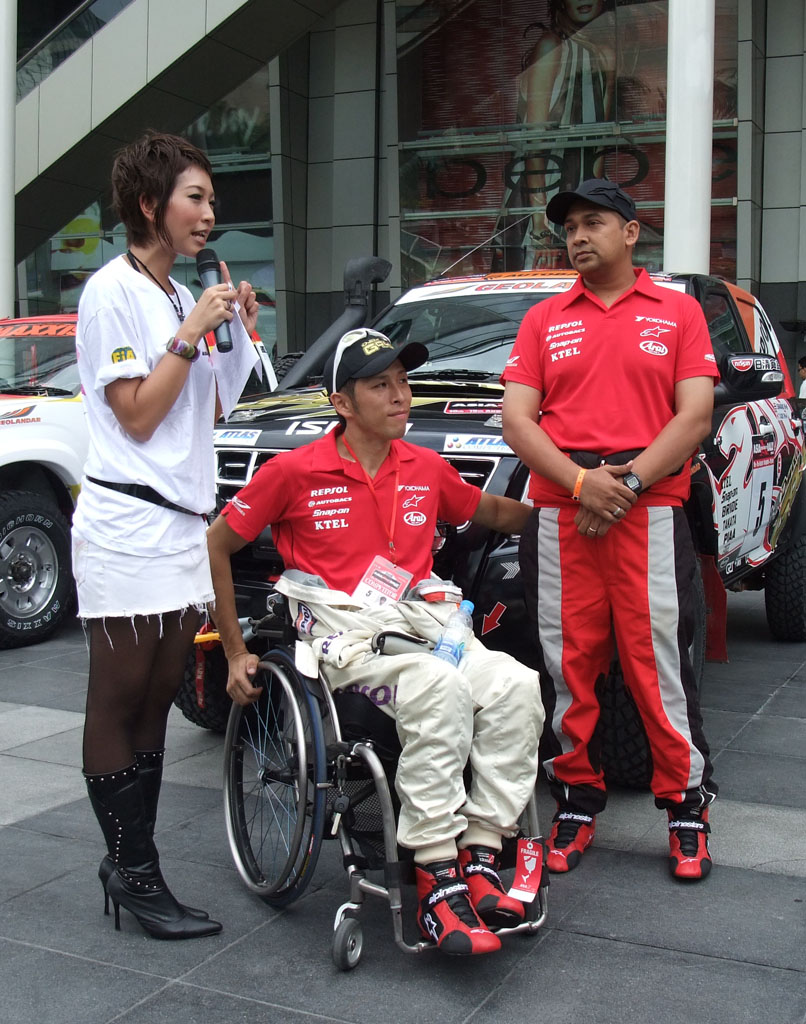
Takuma Aoki (Mitte) 2008

Takuma Aoki (jap. 青木 拓磨, Aoki Takuma; * 24. Februar 1974 in Shibukawa, Präfektur Gunma) ist ein ehemaliger japanischer Motorradrennfahrer, der bis 1998 in der Motorrad-Weltmeisterschaft startete.

## Karriere
Seit einem Unfall 1998 ist er Rollstuhlfahrer. Seine Brüder Nobuatsu und Haruchika waren ebenfalls in der WM aktiv.

## Statistik

### Karrierestationen
- Bestes Grand-Prix-Rennen: 2. Platz 1997 (GP Australien 500-cm³-Klasse)
- Bestes WM-Ergebnis: 1997 (5. Platz in der 500-cm³-Gesamtwertung)

### Le-Mans-Ergebnisse
| Jahr | Team              | Fahrzeug | Teamkollege  | Teamkollege     | Platzierung | Ausfallgrund |
| ---- | ----------------- | -------- | ------------ | --------------- | ----------- | ------------ |
| 2021 | Association SRT41 | Oreca 07 | Nigel Bailly | Matthieu Lahaye | Rang 32     |              |

### Einzelergebnisse in der FIA-Langstrecken-Weltmeisterschaft
| Saison | Team              | Rennwagen | 1   | 2   | 3   | 4   | 5   | 6   |
| ------ | ----------------- | --------- | --- | --- | --- | --- | --- | --- |
| 2021   | Association SRT41 | Oreca 07  | SPA | POR | MON | LEM | BAH | BAH |
| 2021   | Association SRT41 | Oreca 07  | 32  |     |     |     |     |     |